# John Braine
John Gerard Braine (Bradford, 13 aprile 1922 – Londra, 28 ottobre 1986) è stato uno scrittore britannico.
Appartenente al gruppo degli Angry Young Men, fu autore di celebri romanzi quali La stanza dei quartieri alti (1957), Vodi (1959), Il Dio geloso (1964), Stai con me fino al mattino (1970) e La regina da un Paese distante (1972).